# Bleona Qereti
Bleona Qereti (Korçë, 14 mei 1979) beter bekend als Bleona, is een Albanees zangeres, actrice, model en mediapersoonlijkheid. Ze woont sinds september 2010 in de Verenigde Staten.

## Biografie
Bleona werd geboren in Korçë, een stad in het zuiden van Albanië. Al op jonge leeftijd begon ze met zingen en raakte in eigen land rond haar tienerjaren bekend en scoorde ze regelmatig hits, ook kreeg ze diverse rollen in series. Ze won gedurende haar carrière in Albanië meerdere muziekprijzen.

## Mediacarrière
Na een gevestigde naam geweest te zijn in Albanië, wilde Bleona verder kijken. Ze vertrok naar de Verenigde Staten om daar met verschillende artiesten, zoals met Timbaland, Rodney Jerkins, Miriam Makeba, Petey Pablo en Jimmy Douglass te werken. Bleona is naast zangeres ook te zien in Amerikaanse films en realityseries. Ook is ze actief als model voor diverse tijdschriften en was ze jury bij de Albanese X-Factor.

## Privé
Bleona is meertalig, zo spreekt ze vloeiend Albanees, Italiaans, Duits en Engels. Ze was gedurende de Amerikaanse presidentsverkiezingen van 2020 prominent aanhanger van Trump.

## Televisie en film
| Televisie                 |      |          |
| ------------------------- | ---- | -------- |
| Titel                     | Jaar | Rol      |
| Fashion News Live         | 2011 | Zichzelf |
| Red Carpet Report         | 2012 | Zichzelf |
| True Justice              | 2012 | Luna     |
| Euros of Hollywood        | 2014 | Zichzelf |
| X Factor: Albania         | 2015 | Zichzelf |
| Your Face Sounds Familiar | 2016 | Zichzelf |
| Paper Empire              | 2020 | Nova     |

| Filmografie  |      |             |
| ------------ | ---- | ----------- |
| Titel        | Jaar | Rol         |
| 211          | 2018 | Christine   |
| Dead Trigger | 2019 | Natalie     |
| Falco        | 2019 | Frida Kodra |

## Albums
- Kam Qejfin Tim (1997)
- Nese Me Do Fort (1999)
- S'me Behet Vone (2001)
- Ik Meso Si Dashurohet (2002)
- Ti Nuk Di As Me Ma Lyp (2003)
- Greatest Hits (2005)
- Boom Boom (2005)
- Mandarin (2007)
- Take It Like A Man (2013)
- Take You Over (2015)
- Wicked Love (2018)
- Monster (2018)
- I Don't Need Your Love (2018)

## Singles
- "A ti besoj" (1994)
- "Si të panjohur" (1995)
- "Lermëni" (1995)
- "Dhe prapë jam kthyer" 1996
- "Era" 1997
- "Nuk më mashtron dot" (1997)
- "Nëse më do fort" (1999)
- "S'më bëhet vonë" (2001)
- "Telefon" (2001)
- "Ik meso si dashurohët" (2002)
- "Ti nuk di as me ma lyp" (2003)
- "O bo bo c'i bëre vehtës" (2004)
- "S'dua" (2005)
- "Boom Boom" (2005)
- "Hallal e ke" (2007)
- "Mandarinë" (2007)
- "Qejfin gruas mos ja prish" (2008)
- "Magnetic" (2008)
- "Show Off" (2010)
- "Pass Out" (2012)
- "Without You" (2013)
- "Take It Like A Man" (2013)
- "Fuck You I'm Famous" (2014)
- "Still In Love" (2014)
- "Take You Over" (2015)
- "Wicked Love" (2018)
- "I Don't Need Your Love" (2018)
- "Monster" (2018)
- "Su Di Noi" (2019)
- "#Haters" (2020)